# Afrika-Cup 2012/Gruppe C
| Pl. | Land     | Sp. | S | U | N | Tore    | Diff. | Punkte |
| --- | -------- | --- | - | - | - | ------- | ----- | ------ |
| 1.  | Gabun    | 3   | 3 | 0 | 0 | 006:200 | +4    | 09     |
| 2.  | Tunesien | 3   | 2 | 0 | 1 | 004:300 | +1    | 06     |
| 3.  | Marokko  | 3   | 1 | 0 | 2 | 004:500 | −1    | 03     |
| 4.  | Niger    | 3   | 0 | 0 | 3 | 001:500 | −4    | 0      |

Der Artikel gibt Auskunft über die Spiele der Gruppe C beim Afrika-Cup 2012 in Äquatorialguinea und Gabun.

## Gabun – Niger 2:0 (2:0)
| Gabun                                                         | Gabun | Niger | Niger |
| ------------------------------------------------------------- | --- | --- | ----- |
| Gabun                                                         | \| 1. Spieltag \| \| 23. Januar 2012 um 17:00 Uhr in Libreville (Stade d’Angondjé) \| \| Schiedsrichter: Eddy Maillet ( Seychellen) \| | \| 1. Spieltag \| \| 23. Januar 2012 um 17:00 Uhr in Libreville (Stade d’Angondjé) \| \| Schiedsrichter: Eddy Maillet ( Seychellen) \| | Niger |
| Gabun                                                         | Didier Ovono – Bruno Ecuélé Manga, Rémy Ebanega, Edmond Mouele, Charly Moussono – Stéphane N’Guéma (75. Bruno Zita), Cédric Moubamba, Lévy Madinda, André Biyogo Poko (90. Lloyd Palun) – Eric Mouloungui, Pierre-Emerick Aubameyang (84. Daniel Cousin) Cheftrainer: Gernot Rohr | Kassaly Daouda – Amadou Kader, Sulliman Mazadou (58. Jimmy Bulus), Mohamed Soumaïla, Chikoto Mohamed – Abdoul-Karim Lancina, Idrissa Laouali , Boubacar Talatou, Boubacar Issoufou (63. Amadou Moutari) – Moussa Maâzou, Alhassane Issoufou (43. Yacouba Ali) Cheftrainer: Harouna Doula | Niger |
| Gabun                                                         | 1:0 Pierre-Emerick Aubameyang (31.) 2:0 Stéphane N’Guéma (45.) | | Niger |
| Gabun                                                         | Stéphane N’Guéma (69.) | Alhassane Issoufou (27.) | Niger |
| 1. Spieltag                                                   | | |       |
| 23. Januar 2012 um 17:00 Uhr in Libreville (Stade d’Angondjé) | | |       |
| Schiedsrichter: Eddy Maillet ( Seychellen)                    | | |       |

## Marokko – Tunesien 1:2 (0:1)
| Marokko                                                       | Marokko | Tunesien | Tunesien |
| ------------------------------------------------------------- | --- | --- | -------- |
| Marokko                                                       | \| 1. Spieltag \| \| 23. Januar 2012 um 20:00 Uhr in Libreville (Stade d’Angondjé) \| \| Schiedsrichter: Daniel Bennett ( Südafrika) \| | \| 1. Spieltag \| \| 23. Januar 2012 um 20:00 Uhr in Libreville (Stade d’Angondjé) \| \| Schiedsrichter: Daniel Bennett ( Südafrika) \| | Tunesien |
| Marokko                                                       | Nadir Lamyaghri – Michaël Chrétien, Badr El Kaddouri, Medhi Benatia, Abdelhamid El Kaoutari – Mbark Boussoufa (60. Youssouf Hadji), Houssine Kharja , Younès Belhanda, Marouane Chamakh (78. Youssef El-Arabi) – Nordin Amrabat, Oussama Assaidi (46. Adel Taarabt) Cheftrainer: Eric Gerets | Aymen Mathlouthi – Karim Haggui , Ammar Jemal, Aymen Abdennour, Bilel Ifa – Yassine Chikhaoui (65. Hocine Ragued), Mejdi Traoui, Khaled Korbi, Sami Allagui (57. Youssef Msakni) – Zouheir Dhaouadi (80. Amine Chermiti), Saber Khelifa Cheftrainer: Sami Trabelsi | Tunesien |
| Marokko                                                       | 1:2 Houssine Kharja (86.) | 0:1 Khaled Korbi (34.) 0:2 Youssef Msakni (75.) | Tunesien |
| Marokko                                                       | Medhi Benatia (33.), Michaël Chrétien (57.), Badr El Kaddouri (81.) | Khaled Korbi (26.), Ammar Jemal (87.), Aymen Mathlouthi (90.+3') | Tunesien |
| 1. Spieltag                                                   | | |          |
| 23. Januar 2012 um 20:00 Uhr in Libreville (Stade d’Angondjé) | | |          |
| Schiedsrichter: Daniel Bennett ( Südafrika)                   | | |          |

## Niger – Tunesien 1:2 (1:1)
| Niger                                                         | Niger | Tunesien | Tunesien |
| ------------------------------------------------------------- | --- | --- | -------- |
| Niger                                                         | \| 2. Spieltag \| \| 27. Januar 2012 um 17:00 Uhr in Libreville (Stade d’Angondjé) \| \| Schiedsrichter: Janny Sikazwe ( Sambia) \| | \| 2. Spieltag \| \| 27. Januar 2012 um 17:00 Uhr in Libreville (Stade d’Angondjé) \| \| Schiedsrichter: Janny Sikazwe ( Sambia) \| | Tunesien |
| Niger                                                         | Kassaly Daouda – Jimmy Bulus (90. Alhassane Issoufou), Chikoto Mohamed, Koffi Dan Kowa, Mohamed Soumaïla – Olivier Bonnes, Yacouba Ali, Lancina Karim Konaté – Issoufou Boubacar Garba (84. Idrissa Laouali), William Ngounou (70. Kamilou Daouda), Moussa Maâzou Cheftrainer: Harouna Doula | Aymen Mathlouthi – Bilel Ifa, Karim Haggui , Aymen Abdennour, Ammar Jemal – Khaled Korbi, Mejdi Traoui, Zouheir Dhaouadi (50. Oussama Darragi), Yassine Chikhaoui (66. Sami Allagui) – Youssef Msakni, Amine Chermiti (45. Issam Jemâa) Cheftrainer: Sami Trabelsi | Tunesien |
| Niger                                                         | 1:1 William Ngounou (9.) | 0:1 Youssef Msakni (4.) 1:2 Issam Jemâa (90.) | Tunesien |
| Niger                                                         | Lancina Karim Konaté (45.) | Bilel Ifa (10.), Karim Haggui (78.) | Tunesien |
| 2. Spieltag                                                   | | |          |
| 27. Januar 2012 um 17:00 Uhr in Libreville (Stade d’Angondjé) | | |          |
| Schiedsrichter: Janny Sikazwe ( Sambia)                       | | |          |

## Gabun – Marokko 3:2 (0:1)
| Gabun                                                         | Gabun | Marokko | Marokko |
| ------------------------------------------------------------- | --- | --- | ------- |
| Gabun                                                         | \| 2. Spieltag \| \| 27. Januar 2012 um 20:00 Uhr in Libreville (Stade d’Angondjé) \| \| Schiedsrichter: Bakary Papa Gassama ( Gambia) \| | \| 2. Spieltag \| \| 27. Januar 2012 um 20:00 Uhr in Libreville (Stade d’Angondjé) \| \| Schiedsrichter: Bakary Papa Gassama ( Gambia) \| | Marokko |
| Gabun                                                         | Didier Ovono – Edmond Mouele, Rémy Ebanega, Bruno Ecuélé Manga, Charly Moussono – André Biyogo Poko (90. Lloyd Palun), Cédric Moubamba, Lévy Madinda, Pierre-Emerick Aubameyang, Stéphane N’Guéma (45. Daniel Cousin) – Eric Mouloungui (85. Bruno Mbanangoyé Zita) Cheftrainer: Gernot Rohr | Nadir Lamyaghri – Michaël Chrétien (73. Jamal Alioui), Medhi Benatia, Ahmed Kantari, Badr El Kaddouri – Adil Hermach, Houssine Kharja , Younès Belhanda, Youssef Hadji, Mehdi Carcela-González (67. Adel Taarabt) – Youssef El-Arabi (45. Nordin Amrabat) Cheftrainer: Eric Gerets | Marokko |
| Gabun                                                         | 1:1 Pierre-Emerick Aubameyang (77.) 2:1 Daniel Cousin (79.) 3:2 Bruno Mbanangoyé Zita (90.+7') | 0:1 Houssine Kharja (24.) 2:2 Houssine Kharja (90.+1', Strafstoß) | Marokko |
| Gabun                                                         | André Biyogo Poko (10.) | Adil Hermach (28.), Younès Belhanda (55.), Medhi Benatia (90.+5') | Marokko |
| 2. Spieltag                                                   | | |         |
| 27. Januar 2012 um 20:00 Uhr in Libreville (Stade d’Angondjé) | | |         |
| Schiedsrichter: Bakary Papa Gassama ( Gambia)                 | | |         |

## Gabun – Tunesien 1:0 (0:0)
| Gabun                                                              | Gabun | Tunesien | Tunesien |
| ------------------------------------------------------------------ | --- | --- | -------- |
| Gabun                                                              | \| 3. Spieltag \| \| 31. Januar 2012 um 19:00 Uhr in Franceville (Stade de Franceville) \| \| Schiedsrichter: Noumandiez Doué ( Elfenbeinküste) \| | \| 3. Spieltag \| \| 31. Januar 2012 um 19:00 Uhr in Franceville (Stade de Franceville) \| \| Schiedsrichter: Noumandiez Doué ( Elfenbeinküste) \| | Tunesien |
| Gabun                                                              | Didier Ovono – Bruno Ecuélé Manga, Moïse Brou Apanga, Edmond Mouele (75. Rémy Ebanega), Charly Moussono – Bruno Mbanangoyé Zita (90. Georges Ambourouet), Lloyd Palun, André Biyogo Poko – Daniel Cousin , Roguy Méyé (46. Lévy Madinda), Pierre-Emerick Aubameyang Cheftrainer: Gernot Rohr | Rami Jridi – Anis Boussaïdi, Aymen Abdennour, Khalil Chemmam, Bilel Ifa – Hocine Ragued, Jamel Saihi, Wissem Ben Yahia (70. Yassine Chikhaoui) – Issam Jemâa (70. Sami Allagui), Saber Khelifa (83. Oussama Darragi), Youssef Msakni Cheftrainer: Sami Trabelsi | Tunesien |
| Gabun                                                              | 1:0 Pierre-Emerick Aubameyang (62.) | | Tunesien |
| Gabun                                                              | Bruno Mbanangoyé Zita (66.), Moïse Brou Apanga (76.) | Youssef Msakni (20.), Anis Boussaïdi (38.), Hocine Ragued (65.), Aymen Abdennour (81.) | Tunesien |
| 3. Spieltag                                                        | | |          |
| 31. Januar 2012 um 19:00 Uhr in Franceville (Stade de Franceville) | | |          |
| Schiedsrichter: Noumandiez Doué ( Elfenbeinküste)                  | | |          |

## Niger – Marokko 0:1 (0:0)
| Niger                                                         | Niger | Marokko | Marokko |
| ------------------------------------------------------------- | --- | --- | ------- |
| Niger                                                         | \| 3. Spieltag \| \| 31. Januar 2012 um 19:00 Uhr in Libreville (Stade d’Angondjé) \| \| Schiedsrichter: Hamada Nampiandraza ( Madagaskar) \| | \| 3. Spieltag \| \| 31. Januar 2012 um 19:00 Uhr in Libreville (Stade d’Angondjé) \| \| Schiedsrichter: Hamada Nampiandraza ( Madagaskar) \| | Marokko |
| Niger                                                         | Kassaly Daouda – Mohamed Soumaïla, Chikoto Mohamed, Jimmy Bulus, Koffi Dan Kowa – Lancina Karim Konaté, Olivier Bonnes (46. Issiaka Koudizé), Yacouba Ali (81. Kamilou Daouda), Issoufou Boubacar Garba, William Ngounou (61. Alhassane Issoufou) – Moussa Maâzou Cheftrainer: Harouna Doula | Mohamed Amsif – Badr El Kaddouri, Jamal Alioui, Abdelfettah Boukhriss, Mustapha Mrani – Karim El Ahmadi, Mbark Boussoufa, Houssine Kharja (41. Adil Hermach), Younès Belhanda (90.+2' Nordin Amrabat) – Youssef Hadji (65. Mehdi Carcela-González), Marouane Chamakh Cheftrainer: Eric Gerets | Marokko |
| Niger                                                         | 0:1 Younès Belhanda (78.) | | Marokko |
| Niger                                                         | Issiaka Koudizé (52.), Moussa Maâzou (78.) | Adil Hermach (41.), Abdelfettah Boukhriss (46.) | Marokko |
| 3. Spieltag                                                   | | |         |
| 31. Januar 2012 um 19:00 Uhr in Libreville (Stade d’Angondjé) | | |         |
| Schiedsrichter: Hamada Nampiandraza ( Madagaskar)             | | |         |